# Two Yanks in Trinidad
Two Yanks in Trinidad è un film del 1942 diretto da Gregory Ratoff.
È una commedia statunitense con Pat O'Brien, Brian Donlevy e Janet Blair.

## Produzione
Il film, diretto da Gregory Ratoff su una sceneggiatura di Sy Bartlett, Richard Carroll, Jack Henley e Harry Segall e un soggetto dello stesso Bartlett, fu prodotto da Samuel Bischoff per la Columbia Pictures Corporation e girato dal 21 novembre al 30 dicembre 1941. Il titolo di lavorazione fu  Trinidad.

## Distribuzione
Il film fu distribuito negli Stati Uniti dal 26 marzo 1942 al cinema dalla Columbia Pictures Corporation.
Altre distribuzioni:
- in Svezia il 2 aprile 1943 (Krut, kulor och krevader)
- in Portogallo il 22 maggio 1943 (Dois Americanos na Trindade)
- negli Stati Uniti il 1º gennaio 1949 (redistribuzione)
- in Brasile (Rivais da Tropa)